# Scientific American
Scientific American este o revistă americană lunară de știință înființată în anul 1845, de Rufus Porter, ca ziar săptămânal sub numele de The Advocate of Industry and Enterprise, and Journal of Mechanical and Other Improvements.
În anul 1986, revista avea un tiraj de un milion de exemplare și tipărea în 9 limbi.
Revista a lansat situl web www.sciam.com în anul 1996. Scientific American publică în 15 limbi străine și are un tiraj de aproximativ un milion de exemplare.
În ianuarie 2003 a fost lansată versiunea în limba română a revistei Scientific American.
În iunie 2010 a fost lansată revista Scientific American Mind România.